# On (versificação japonesa)
O termo On (raramente Onji) refere-se à contagem das sílabas poéticas da poesia japonesa. No idioma Japonês, a palavra "on" (音) significa "som". Ele é usado para significar a fonética unidades contadas no haiku, tanka, e outras formas poéticas.
Quando o Haiku for escrito em hiragana, a contagem é feita por caractere. E nos casos em que o hiragana é representado por um par de símbolos (ou "dígrafo", como "kyo" (きょ)), esse par será equivale a uma única única sílaba poética.
Gilbert and Yoneoka referem-se ao uso da palavra onji como "bizarro e enganado". Ele foi retomado depois de uma carta de 1978 para "Frogpond: Journal of the Haiku Society of America condenando o uso corrente da palavra "jion", que parece ter surgido em erro. O termo japonês normal no contexto da contagem de sons na poesia é "on".
No Brasil, o termo "sílaba poética" é por vezes utilizado. Embora seja um termo impreciso, muitas vezes a contagem silábica e a contagem de on possuem o mesmo resultado.